# Schwarze Schiffe

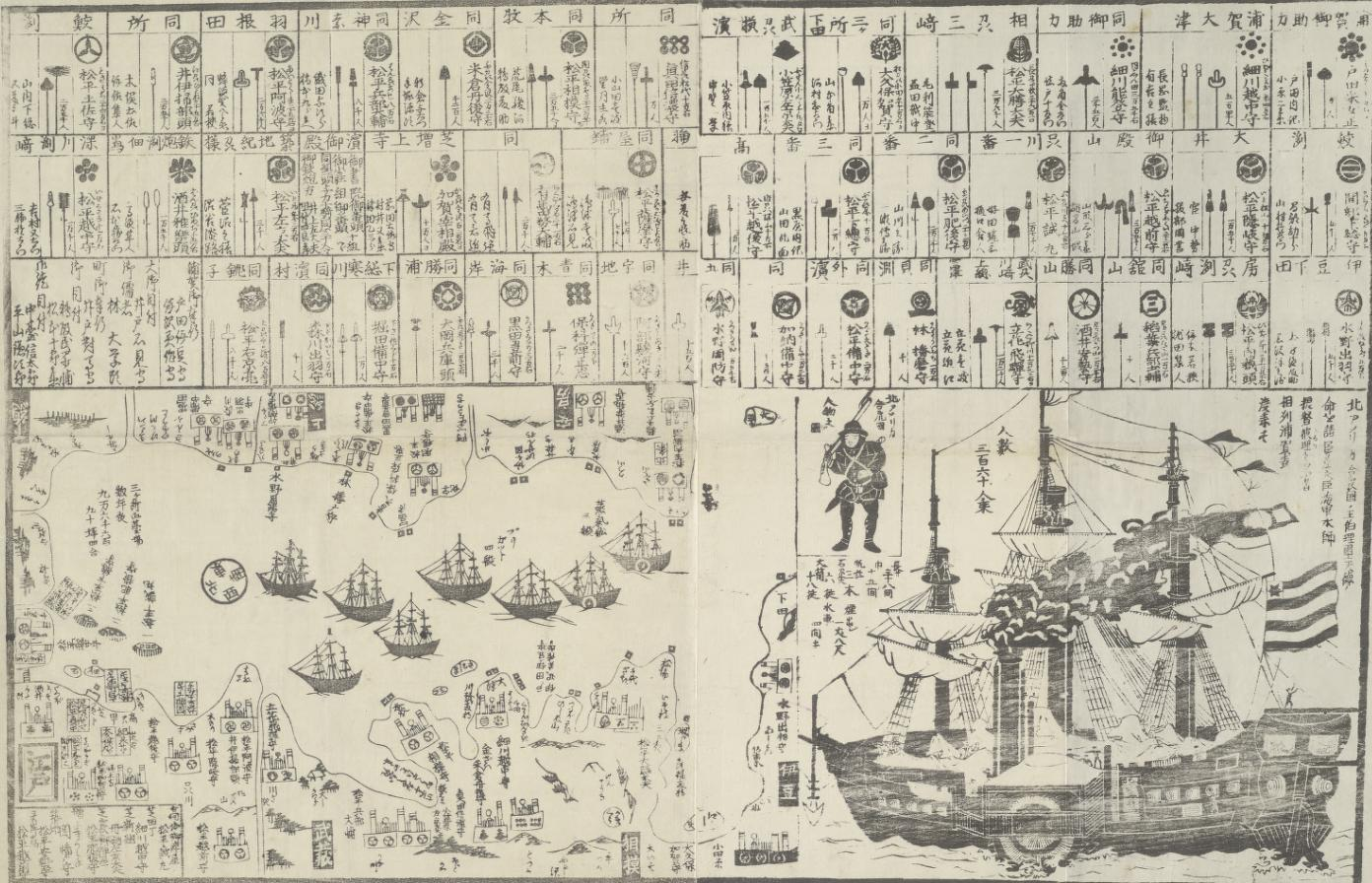
Japanischer Druck von 1854 mit einer Darstellung von Matthew Perrys acht „Schwarzen Schiffen“ (links)

Die Schwarzen Schiffe (auch Schwarze Flotte; jap. 黒船, kurofune) war ein Name, der westlichen Schiffen gegeben wurde, die zwischen dem 16. und 19. Jahrhundert in Japan anlandeten. Insbesondere bezieht sich diese Bezeichnung auf zunächst vier US-Kriegsschiffe (Mississippi, Plymouth, Saratoga und Susquehanna) die 1853 im Hafen Uraga (Teil des heutigen Yokosuka in der Präfektur Kanagawa) unter dem Kommando des Seeoffiziers Commodore Matthew Perry eintrafen, und bei der Rückkehr 1854 mit acht Schiffen nachhaltig erfolgreiche Kanonenbootpolitik betrieben.

## Öffnung der japanischen Häfen
Perry landete erstmals am 8. Juli 1853 mit den vier Schiffen in der Bucht von Edo (heute Tokio). Er brachte ein Schreiben des damaligen amerikanischen Präsidenten Fillmore mit, in dem um die Öffnung der japanischen Häfen ersucht wurde, und bestand auf einer offiziellen Entgegennahme. Der Shōgun bat um Bedenkzeit. Perry machte unmissverständlich klar, dass er wiederkommen werde und dann eine Antwort auf das im Schreiben übermittelte Ersuchen erwarte.
Im Jahr darauf, am 31. März 1854, kehrte Perry mit zehn Schiffen, 1500 Soldaten und erweiterten Forderungen zurück und zwang dem Shōgun den sogenannten „Vertrag über Frieden und Freundschaft“ (日米修好通商条約) auf, der formelle diplomatische Beziehungen zwischen Japan und den Vereinigten Staaten begründete.

## Verewigung in Gedichtform

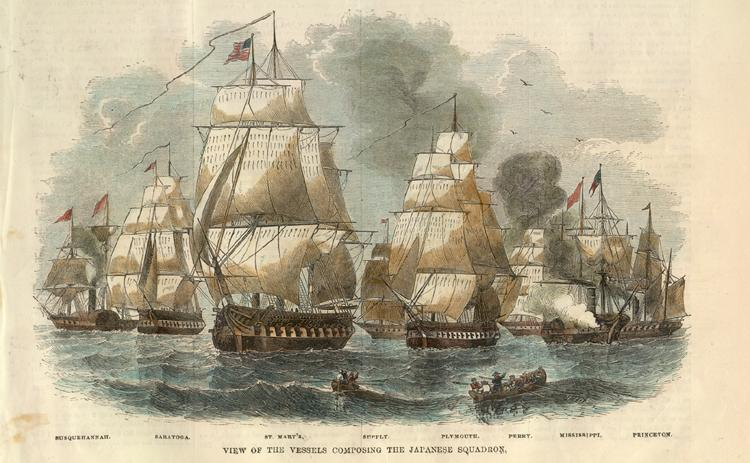
Commodore Perrys Flotte aus acht Schiffen auf seiner zweiten Mission nach Japan 1854

Die Überraschung und Verwirrung, die diese Schiffe verursachten, sind in diesem berühmten kyōka (einem humoristischen Gedicht, ähnlich dem 5-zeiligen Waka) verewigt:
| 泰平の       | Taihei no        |
| 眠りを覚ます | Nemuri o samasu  |
| 上喜撰       | Jōkisen          |
| たった四杯で | Tatta shihai de  |
| 夜も眠れず   | Yoru mo nemurezu |

Dieses Gedicht ist ein komplexes System aus Sprachwitzen (jap. kakekotoba): Taihei (泰平) bedeutet „ruhig“, Jōkisen (上喜撰) ist der Name einer teuren Marke von grünem Tee, der große Mengen Coffein enthält, und shihai (四杯) bedeutet „vier Tassen“, so dass man das Gedicht wörtlich lesen kann als:
„Erwacht vom Schlaf
einer friedlich ruhigen Welt
durch Jokisen-Tee
mit nur vier Tassen davon
kein Schlaf mehr möglich in der Nacht.“
Allerdings kann man den Text auch anders lesen: Taihei kann sich auf den auch aus japanischer Sicht aus Mangel an Besiedelung bislang friedlichen Pazifischen Ozean beziehen (太平 „Großer, Friedlicher Ozean“), jōkisen bedeutet auch „Dampfschiffe“ (蒸気船) und shihai bedeutet auch „vier Fahrzeuge“ (四隻). Das Gedicht kann man daher auch in einer verborgenen Bedeutung so lesen:
„Des Pazifiks
friedlichen Schlummer brechen
die Dampfschiffe
nur vier Boote sind genug
um uns den Schlaf bei Nacht zu nehmen.“